# Das Geheimnis der Mondprinzessin
Das Geheimnis der Mondprinzessin ist ein Fantasyfilm aus dem Jahr 2008, der auf dem Buch Das kleine weiße Pferd (im Original The Little White Horse) der englischen Schriftstellerin Elizabeth Goudge basiert. Der Film wurde von Gabor Csupo, dem Regisseur von Brücke nach Terabithia, in Ungarn gedreht.

## Handlung
Als Maria Merryweathers Vater stirbt, hinterlässt er ihr nur ein geheimnisvolles Buch. Maria muss als Waise das Haus ihres Vaters verlassen und wird, begleitet von ihrer Gouvernante Miss Heliotrope, von ihrem exzentrischen Onkel Sir Benjamin auf seinem geheimnisvollen Landsitz in Moonacre aufgenommen. Sir Benjamin ist nicht bereit, ihr Erklärungen auf ihre vielen Fragen zu unerklärlichen Dingen im Schloss und der Gegend zu geben, sodass Maria Hilfe im Buch ihres Vaters sucht. Dieses handelt von der seit Jahrhunderten andauernden Fehde der Merryweathers mit der Familie der De Noir, in der es um den Besitz beziehungsweise den Verbleib von zauberkräftigen Perlen der Mondprinzessin geht.
Maria trifft die im Wald verborgen wohnende Loveday, die – wie sich später herausstellt – zu den De Noirs gehört. Als Maria die Geschichte weiterliest, begreift sie schließlich, dass nur sie den uralten Fluch aufheben kann, da sie die neue Mondprinzessin ist. Viel Zeit bleibt nicht, da sich der Fluch am 5000. Vollmond nach dem Beginn des Streits zwischen den Familien erfüllt: Werden die Perlen bis dahin nicht zurückgegeben, versinkt der ganze Landstrich in der See.
Maria wird klar, dass sie nur mithilfe der De Noirs zum Erfolg kommen kann und wendet sich an den jüngsten Nachkommen der De Noirs, Robin. Der ist nach einigem Zögern schließlich bereit ihr zu helfen und gegen seinen Vater, den Cœur De Noir, aufzubegehren. Auch Loveday, die die Geliebte von Sir Benjamin war und nach einem Streit mit ihm verschwand, ist auf ihrer Seite. Es gelingt ihnen, die Perlen rechtzeitig zu finden und zurückzugeben.

## Hintergrund
Der Film wurde in Budapest auf Schloss Csesznek in der Nähe von Veszprém, in Tura (Komitat Pest) auf Schloss Schossberger und in London gedreht. Die Waldszenen entstanden im Wald des Pilisgebirges.
Eine der Schlusssequenzen, in der Maria auf dem Rücken eines Einhorns aus der See zurückkehrt, ist als Reminiszenz an Das letzte Einhorn zu verstehen.
Die Premiere fand während des Toronto International Film Festivals am 6. September 2008 statt. In Deutschland wurde der Film ab dem 2. Dezember 2010 auf DVD vertrieben.

## Synchronisation
Die deutsche Synchronfassung fertigte die Firma Think Global Media GmbH in Berlin an. Das Dialogbuch verfasste Tatjana Kopp, die auch die Dialogregie führte.
| Rolle                     | Darsteller           | Synchronsprecher  |
| ------------------------- | -------------------- | ----------------- |
| Anwalt                    | György Szathmári     | Roland Hemmo      |
| Cœur De Noir              | Tim Curry            | Reiner Schöne     |
| Digweed                   | Michael Webber       | Tom Deininger     |
| Loveday                   | Natascha McElhone    | Antje von der Ahe |
| Maria Merryweather        | Dakota Blue Richards | Lisa Mitsching    |
| Marmaduke Scarlet         | Andy Linden          | Uli Krohm         |
| Miss Heliotrope           | Juliet Stevenson     | Liane Rudolph     |
| Robin De Noir             | Augustus Prew        | Leonhard Mahlich  |
| Sir Benjamin Merryweather | Ioan Gruffudd        | Markus Pfeiffer   |

## Kritiken
„Süßes Fantasy-Abenteuer für ein Familienpublikum.“

„Mit zahlreichen Fabelwesen bevölkertes Fantasy-Abenteuer, liebevoll gestaltet mit exquisiten Kostümen und üppiger Ausstattung.“

„Großes Spektakel wird nicht geboten, aber es ist eine kleine, schöne Geschichte mit gutem Effekteinsatz. Prächtige Schauplätze, tolle Kostüme, feine Kameraarbeit – das alles reicht für gutes Family-Entertainment.“